# Надеждина, Татьяна Дмитриевна
Татьяна Дмитриевна Надеждина (30 декабря 1931 — 2 ноября 2019, Москва) — советская и российская актриса. Народная артистка России (2003).

## Биография
Родилась 30 декабря 1931 года. В 1954 году окончила Театральный институт имени Бориса Щукина и была принята в труппу Российского академического молодёжного театра, где прослужила до 2015 года.
Умерла 2 ноября 2019 года в Москве, на 88-м году жизни. Похоронена на Николо-Архангельском кладбище рядом
с мужем — актёром Юрием Лученко (1941—2018).

## Творчество

### Работы в театре
- «В добрый час!» В. С. Розова — Катя Сорокина
- «Женитьба» Н. В. Гоголя — Агафья Тихоновна
- «Враги» М. Горького — Татьяна
- 2001 — «Принц и нищий» М. Твена. Режиссёр: Николай Крутиков — Дженни
- 2003 — «Таня» А. Арбузова. Режиссёр: Александр Пономарёв — Бабушка
- 2009 — «Приглашение на казнь» В. Набокова. Режиссёр: Павел Сафонов — Попечительница, Бабка

### Аудиоспектакли
- Пристли Д. Б. — «Золотое руно»
- Розов В. С. — «В поисках радости»
- Метерлинк М. — «Синяя птица»

### Кино
1. 1986 — Белая лошадь. Горе не моё (телеспектакль) — мама Юли и Жени
2. 1978 — «Следствие ведут ЗнаТоКи. До третьего выстрела» (телефильм) — Гвоздарева
3. 1971 — «Кража» — Ольга
4. 1967 — «Твой современник» — Катя Чулкова
5. 1962 — «Семь нянек» — Лена
6. 1960 — «Шумный день» — Татьяна Савина